# ترگو (حوزه سرشماری)، ویسکانسین
ترگو (به انگلیسی: Trego) یک منطقهٔ مسکونی در ایالات متحده آمریکا است که در Trego واقع شده‌است. ترگو ۲۲۷ نفر جمعیت دارد و ۳۳۴٫۹۸ متر بالاتر از سطح دریا واقع شده‌است.